# Katia Pietrosanti
Katia Pietrosanti (Como, 22 giugno 1979) è un'ex ginnasta italiana.

## Biografia
Nata nel 1979 a Como, nel 1996 ha preso parte ai Mondiali di Budapest, arrivando 7ª nella fune con 9.582 punti e 5ª con il nastro con 9.75.
A 17 anni ha partecipato ai Giochi olimpici di Atlanta 1996, nel concorso individuale, qualificandosi alla semifinale con il 20º punteggio, 37.099 (8.983 con la fune, 9.4 con la palla, 9.366 con le clavette e 9.35 con il nastro), ma non riuscendo ad accedere alla finale a 10, piazzandosi 14ª con 37.315 punti (9.366 con la fune, 9.366 con la palla, 9.25 con le clavette e 9.333 con il nastro).